# MTV Mobile
MTV Mobile − międzynarodowa marka usług telefonii komórkowej, będąca własnością koncernu mediowego Viacom, właściciela stacji telewizyjnych z logo MTV. Jest obecna w kilku krajach Europy - w Belgii, Francji, Holandii, Niemczech, Szwajcarii i we Włoszech (do 2012).
Pod koniec marca 2012 roku dzięki porozumieniu koncernu MTV i Polskiej Telefonii Cyfrowej (obecnie T-Mobile Polska), MTV Mobile pojawił się również w Polsce. Od listopada 2013 r. rozpoczął się proces stagnacji, zaś z początkiem roku 2014 nastąpiła  migracja bazy klientów do sieci T-Mobile.

## Wyjaśnienie
MTV Mobile w Polsce nie jest wirtualnym operatorem telefonii komórkowej (MVNO). Przedsiębiorcą telekomunikacyjnym, z którym zawiera się umowę o świadczenie usług telekomunikacyjnych pod marką MTV Mobile jest T-Mobile Polska.